# Heteromastax stylifera
Heteromastax stylifera is een rechtvleugelig insect uit de familie Episactidae. De wetenschappelijke naam van deze soort is voor het eerst geldig gepubliceerd in 1965 door Marius Descamps.